# Dorothea Lange

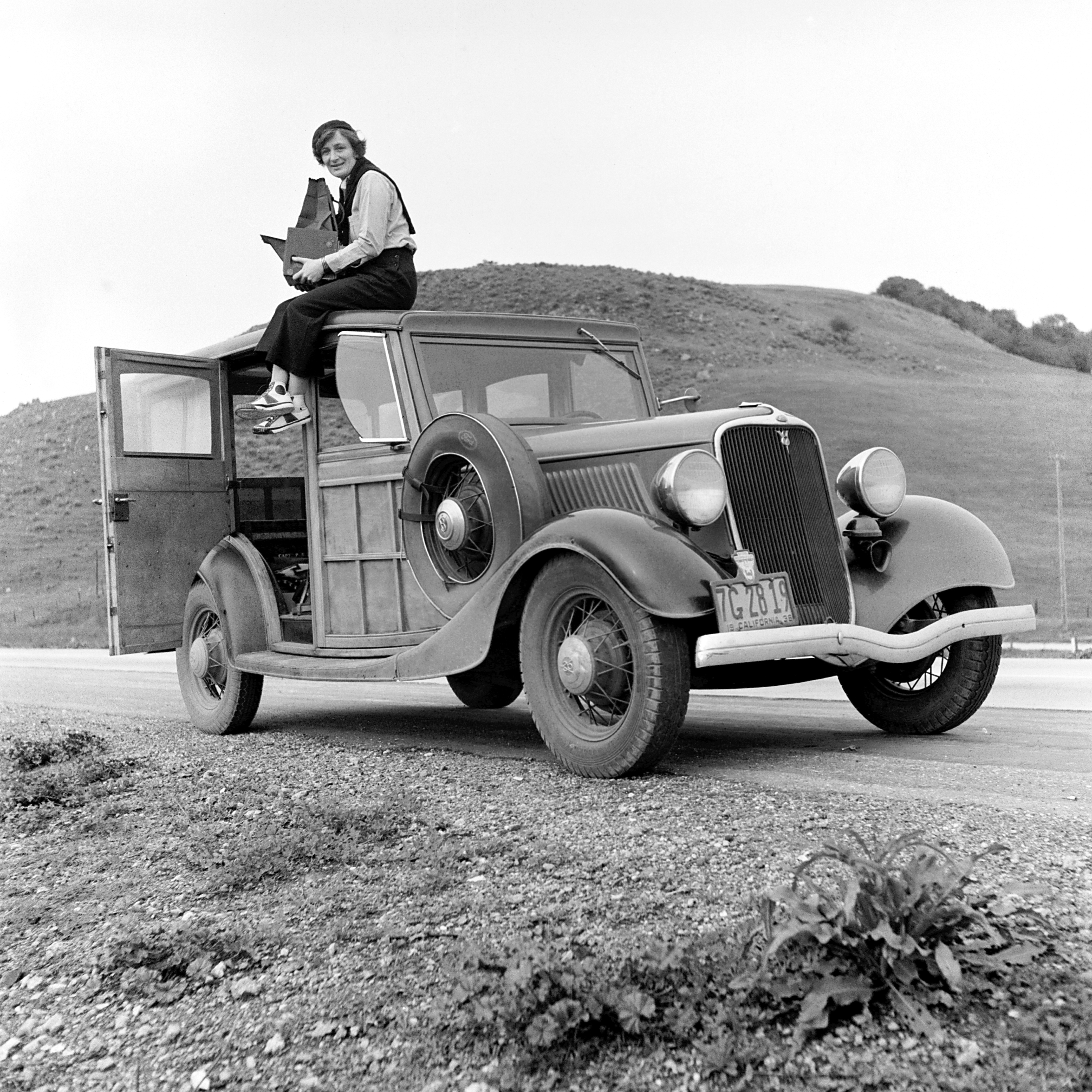
Dorothea Lange fotografiert von ihrem Assistenten Rondal Partridge, 1936

Dorothea Lange (* 26. Mai 1895 als Dorothea Margaretta Nutzhorn in Hoboken, New Jersey; † 11. Oktober 1965 in San Francisco, Kalifornien) war eine US-amerikanische Fotografin. Sie arbeitete für die Farm Security Administration und zählt zu den wichtigsten Vertretern der sozialkritischen Dokumentarfotografie.

## Leben
Lange wurde als erstes Kind einer deutschstämmigen Einwandererfamilie der zweiten Generation geboren. Ihre Eltern waren Joanna Caroline „Joan“ (geb. Lange) und Heinrich Martin „Henry“ Nutzhorn. Ihr Bruder Henry Martin Nutzhorn wurde 1901 geboren.

### Kindheit und Jugend
1902, im Alter von sieben Jahren, erkrankte sie an Poliomyelitis. Infolgedessen wurden ihr rechtes Bein und der Fuß in Mitleidenschaft gezogen. Eine lebenslange Gehbehinderung durch Hinken war die Folge. Die Kinder in der Nachbarschaft spotteten über sie, und selbst ihre Mutter schämte sich wegen dieser Behinderung.
1907 verließ ihr Vater, den sie danach nie wieder sah, die Familie. Sie verdrängte ihn aus ihrem Bewusstsein und sprach später selbst mit ihren Kindern nie über ihn. Ihre Mutter ging die neue Herausforderung recht pragmatisch an: Um Kosten zu sparen, zogen sie zur Großmutter Sophie Lange und Großtante Caroline. Langes Mutter fand in der New York Public Library in der Lower East Side von Manhattan eine Anstellung als Bibliothekarin, die die Familie ernährte. Dorothea Lange wurde an einer öffentlichen Schule in New York angemeldet, die in einem fast ausschließlich von jüdischen Neueinwanderern bewohnten Stadtteil lag. Als einzige nichtjüdische Schülerin befand sich Dorothea Lange in einer Außenseiterposition. Den schulischen Anforderungen nicht gewachsen, verlor sie mehr und mehr das Interesse am Lernen. Sie entwickelte keine Kontakte zur Nachbarschaft und war deshalb auch nie Mitglied in irgendwelchen sozialen Gruppen. Später besuchte sie die Wadleigh High School for Girls in einer eleganten Nachbarschaft von Uptown New York. Aber auch dort ging es ihr nicht besser. In ihrer Autobiografie vermerkte sie später, dass sie als Jugendliche „kreuzunglücklich“ war. Sie verbrachte viel Zeit damit, das tägliche Leben um sich herum zu beobachten, aufzunehmen und zu verarbeiten. Sie entwickelte in dieser Zeit eine innere Stärke, welche ihr die Kraft gab, ihren eigenen Wünschen und Bedürfnissen zu folgen. Die Verbindung dieser zwei Faktoren – die optische Wahrnehmung der Gesellschaftsverhältnisse und ein von einem starken Willen geprägtes inneres Selbstbild – gab ihr die Fähigkeit, ihre Ziele schon mit 18 Jahren in Angriff zu nehmen. Vermutlich noch aus der tiefen Enttäuschung über den Verlust des Vaters nahm sie den Geburtsnamen ihrer Mutter an und legte ihren zweiten Vornamen ab.
Nach dem Abschluss der High School 1913, mit 18 Jahren, erklärte sie: „Ich möchte Fotografin werden.“ Doch ihre Familie war dagegen. Auf Wunsch ihrer Mutter besuchte sie drei Jahre lang ein Lehrerinnenseminar. Daneben absolvierte sie eine zweijährige selbst auferlegte Lehrzeit, indem sie in ihrer Freizeit in verschiedenen Porträtstudios und bei befreundeten Fotografen arbeitete, unter anderem bei dem berühmten Arnold Genthe und bei Charles H. Davis. Des Weiteren besuchte sie die Kurse in Fotografie bei Clarence H. White an der Columbia University. 1917 schloss sie ihre fotografischen Studien an der Universität ab.

### Porträtfotografin
Mit ihrer einzigen Freundin Florence Bates verließ sie New York, um die Welt zu erkunden und als angehende Fotografin ihr Geld zu verdienen. Nachdem sie unterwegs ausgeraubt worden waren, fand die Reise aus Geldmangel im Mai 1918 in San Francisco ein vorzeitiges Ende. Lange blieb dort und schloss sich dem San Francisco Camera Club an, bei dem sie die Dunkelkammer benutzen konnte. 1919 eröffnete sie mit geborgtem Geld ein eigenes Porträtstudio in der 540 Sutter Street. Sie porträtierte einflussreiche und wohlhabende Leute und wurde finanziell unabhängig. Sie war mit ihrem Studio äußerst erfolgreich und kam damit zu Ansehen. Eine der engsten Freundschaften in San Francisco war die zu Roi Partridge und seiner Frau Imogen Cunningham. Über Partridge lernte sie ihren Ehemann, den 20 Jahre älteren Maler Maynard Dixon kennen, den sie 1920 heiratete. Unter Dixons Einfluss lernte sie die Lebensbedingungen der Indianer in den südwestlich gelegenen Reservaten kennen. So entstand 1926 ihr erstes aussagefähiges Dokumentarfoto, das eines Hopi-Indianers.
Am 15. Mai 1925 wurde ihr erster Sohn, Daniel Rhodes Dixon, geboren; am 12. Juni 1928 ihr zweiter Sohn, John Eaglefeather Dixon.

### Dokumentarfotografin

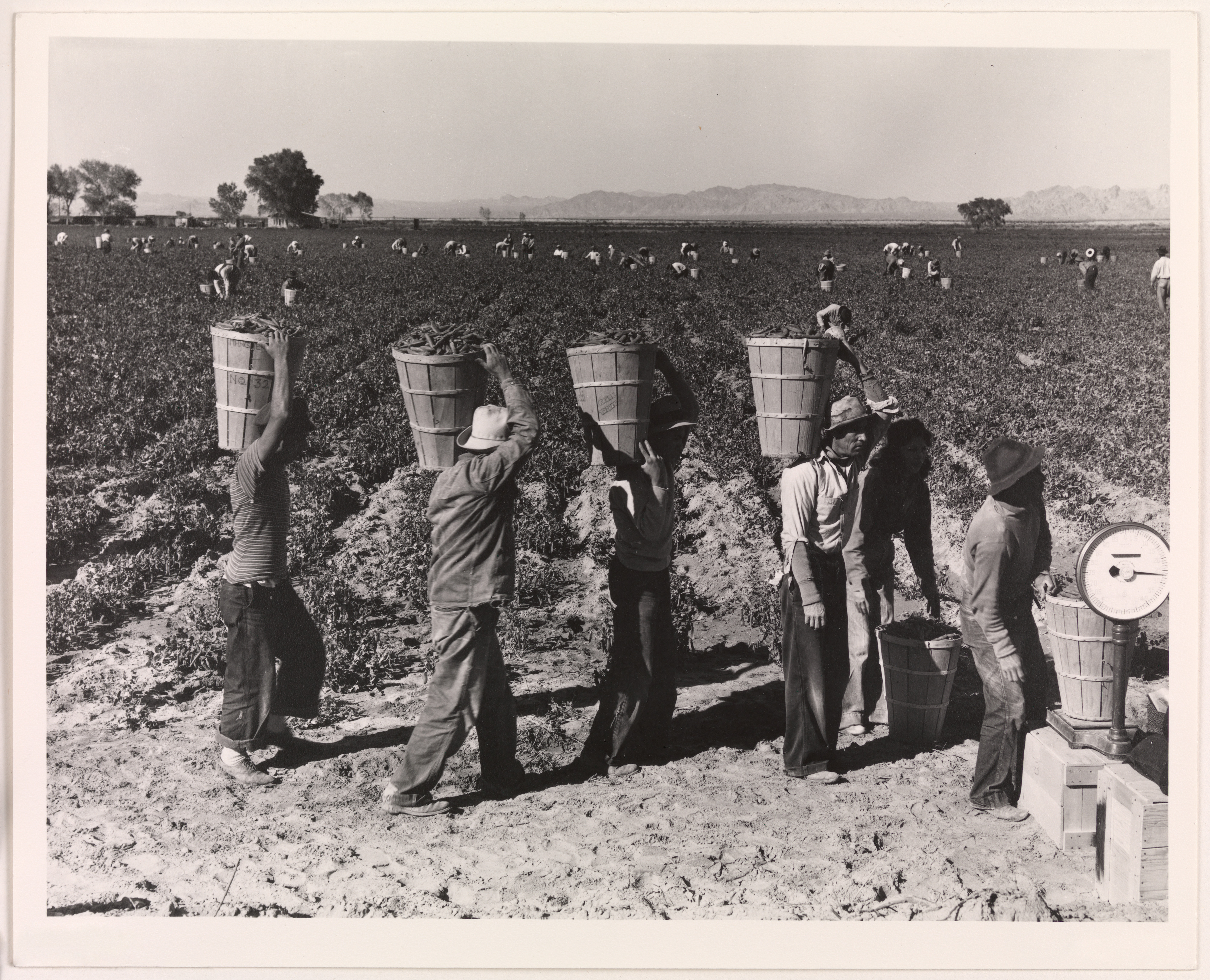
Erntearbeiter bei der Erbsenernte
Dorothea Lange (1939)

Der 24. Oktober 1929, an dem der Aktienmarkt in den USA zusammenbrach und eine Weltwirtschaftskrise auslöste und der als „schwarzer Donnerstag“ bekannt wurde, veränderte Dorothea Langes Leben erheblich. Als sich vor ihrem Fotostudio arbeitslose und hungrige Menschen zur Armenspeisung versammelten, ging sie hinaus, um die bedrückten Menschen zu fotografieren. Sie begann die Opfer der Großen Depression in San Francisco zu fotografieren. Sie fotografierte Demonstrationen und Streiks, Fürsorgeempfänger und Wanderarbeiter, die für Essen anstanden oder vor den Arbeitsämtern schliefen.
Lange betrieb zeitweise eine Suppenküche für bedürftige und hungrige Menschen auf der Straße und fotografierte dort Menschen. 
White Angel Breadline (1933) war eines ihrer ersten Fotos von der Straße, das weithin bekannt wurde. 
Am 1. Mai 1933 fotografierte sie die Mai-Demonstration in San Francisco. Ihre Fotos vom Streik der Hafenarbeiter 1934 wurden in einer Ausstellung von Willard Van Dyke, Mitbegründer der Gruppe f/64, in seiner Galerie in Oakland gezeigt. Dort wurde Paul Schuster Taylor, Sozial- und Wirtschaftswissenschaftler der Universität Berkeley, auf Lange aufmerksam. Er arrangierte, dass eines ihrer Fotos seinen Artikel in der Zeitschrift Survey Graphic über den Generalstreik illustrierte. Er gewann sie zur Mitarbeit an seinem Institut der State Emergency Relief Administration (SERA).
Lange schloss ihr Porträtstudio und dokumentierte in den nächsten sechs Monaten für die SERA die Lage und Armut der Farmpächter und Wanderarbeiter in ländlichen Gebieten. Taylor interviewte und erfasste ökonomische Daten, Lange fotografierte. Der von ihnen verfasste erste Bericht verursachte einen fundamentalen Wechsel der offiziellen Politik. Die Regierung gab daraufhin 20 Millionen Dollar für ein Hausbauprojekt für Migranten. Taylor und Lange verliebten sich ineinander. 1935 ließ sich Dorothea Lange von ihrem Mann Maynard Dixon scheiden und heiratete kurz darauf Taylor. Dixon hatte häufig Affären gehabt und über ihre Arbeiten abfälligen Bemerkungen gemacht.

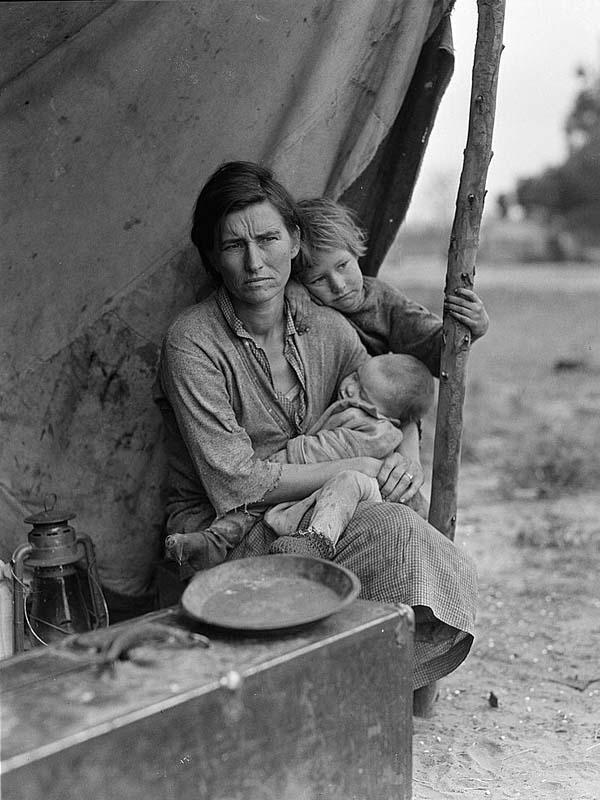
Florence Owens Thompson, alias „Migrant Mother“, in einem Lager für Erbsenpflücker in Nipomo, Kalifornien

Roy Stryker, Leiter der Informationsabteilung der Resettlement Administration (RA, später in Farm Security Administration (FSA) umbenannt), wurde auf Dorothea Lange aufmerksam und engagierte sie, um für seine Abteilung durch die USA zu reisen und die ländlichen Lebensverhältnisse fotografisch zu dokumentieren. Im März 1936, auf dem Rückweg von einer Exkursion, stoppte sie nach einigem Zögern ihr Fahrzeug an einem Erbsenpflückerlager, sah eine Frau (Florence Owens Thompson), die mit ihren Kindern in einem Zelt saß, und machte unter anderen ein Foto, das als Migrant Mother bekannt wurde. Dieses Bild wurde eine der meistverbreiteten und am häufigsten ausgestellten Fotografien der Geschichte. Am 10. März erschienen einige ihrer Fotos in der San Francisco News. Danach wurden Lebensmittellieferungen in die Region veranlasst. 9000 kg Lebensmittel gelangten so zu den hungernden Menschen. Über das Zustandekommen des Fotos gibt es zwischen Dorothea Lange und Florence Owens Thompson unterschiedliche Darstellungen.
1939 veröffentlichte Lange ihr erstes Buch An American Exodus, eine Sammlung von Fotografien von ihr mit Texten von Taylor. 1940 zeigte das Museum of Modern Art (MoMA) ihre Fotos einschließlich der Migrant Mother; im selben Jahr begann Lange an einer Reihe von Krankheiten zu leiden, darunter Magengeschwüre. 1941 wurde sie mit einem Guggenheim-Stipendium für hervorragende Leistungen in der Fotografie ausgezeichnet.
Nach dem japanischen Angriff auf Pearl Harbor (7. Dezember 1941) gab sie die Auszeichnung zurück, um für das Office of War Information (OWI) die Zwangsumsiedlung der japanischstämmigen Amerikaner in Internierungslager zu dokumentieren. 
1945 fotografierte sie für das Außenministerium der Vereinigten Staaten die Gründungsversammlung der Vereinten Nationen in San Francisco und brach anschließend wegen Arbeitsüberlastung zusammen. Sie stellte sie das Fotografieren bis 1951 ein.
1962 erkrankte sie erneut ernst und wurde mehrmals operiert. Im September 1964 wurde ihr mitgeteilt, ihre Krebserkrankung sei nicht mehr heilbar. Vor ihrem Tod stellte sie noch das Material für eine Retrospektive im MoMA New York zusammen. 
Dorothea Lange starb am 11. Oktober 1965 in San Francisco an Speiseröhrenkrebs. 
Die Retrospektive im Museum of Modern Art wurde im Januar 1966 eröffnet.
Langes Fotos „vermenschlichten“ die soziale Tragödie; das Abstraktum Armut bekam ein Gesicht. Ihre Aufnahmen beeinflussten die Dokumentarfotografie viele Jahre, prägten das kollektive Gedächtnis der Depressionszeit in den USA und erlangten eine hohe Popularität.

## Werk

### Überblick
- 1919 bis 1934 betreibt sie erfolgreich ihr eigenes Porträtstudio.
- 1933 White Angel Breadline, eines ihrer ersten und wohl am meisten gefeierten Fotos „von der Straße“.
- 1933 Fotografien von der Mai-Demonstration in San Francisco.
- 1934 Fotografien vom Longshore Strike in San Francisco.
- 1935 bis 1939 fotografiert und arbeitet sie für Roy Stryker in der Farm Security Administration (FSA).
- 1939 Buch: An American Exodus, Eine Sammlung von Fotografien von Dorothea Lange mit Texten von Paul Taylor.
- 1940 bis 1945 arbeitet sie für das Office of War Information (OWI).
- 1942 fotografiert sie die Internierung der japanischstämmigen Amerikaner in Sammellagern.
- 1942 Artikel: Our Stakes in the Japanese Exodus im Magazin Survey Graphic, von Paul Taylor and Dorothea Lange.
- 1945 fotografiert sie die Konferenz der Vereinten Nationen in San Francisco.
- 1949 Ausstellung von Edward Steichen: Sixty Prints by Six Women im Museum of Modern Art, New York City.
- 1951 Ausstellung von Edward Steichen: The Family of Man im Museum of Modern Art, New York City.
- 1952 Mitbegründerin des Magazins Aperture,[7] zusammen mit Ansel Adams, Minor White, Barbara Morgan, Beaumont und Nancy Newhall, Ernest Louie, Melton Ferris und Dody Warren.
- 1954 Essay: Three Mormon Towns für das Magazin Life, zusammen mit Ansel Adams.
- 1955 Foto-Essay: Irish Country People für das Magazin Life.
- 1957 Foto-Essay: The Public Defender.
- 1958 bis 1963 bereist sie mit ihrem Mann Paul Taylor Japan, Vietnam, Südkorea, Hongkong, Philippinen, Burma, Thailand, Indonesien, Palästina, Nepal, Pakistan, Europa, Südamerika, Ägypten, Irak & Iran.
- 1960 Foto-Essay: Death of a Valley (Berryessa Valley) für das Magazin Aperture.
- 1960 bis 1964 Arbeit an der Serie American Country Women.
- 1962 Ausstellung von Edward Steichen: The Bitter Years im Museum of Modern Art, New York City.
- 1964 Beginn der Arbeit für die Retrospektive mit Director John Szarkowski, Museum of Modern Art, New York City.
- 1966 Retrospektive im Museum of Modern Art, New York City.
- ferner erschienen ihre Fotoarbeiten in zahlreichen Publikationen in den gesamten Vereinigten Staaten.

### „Migrant Mother“

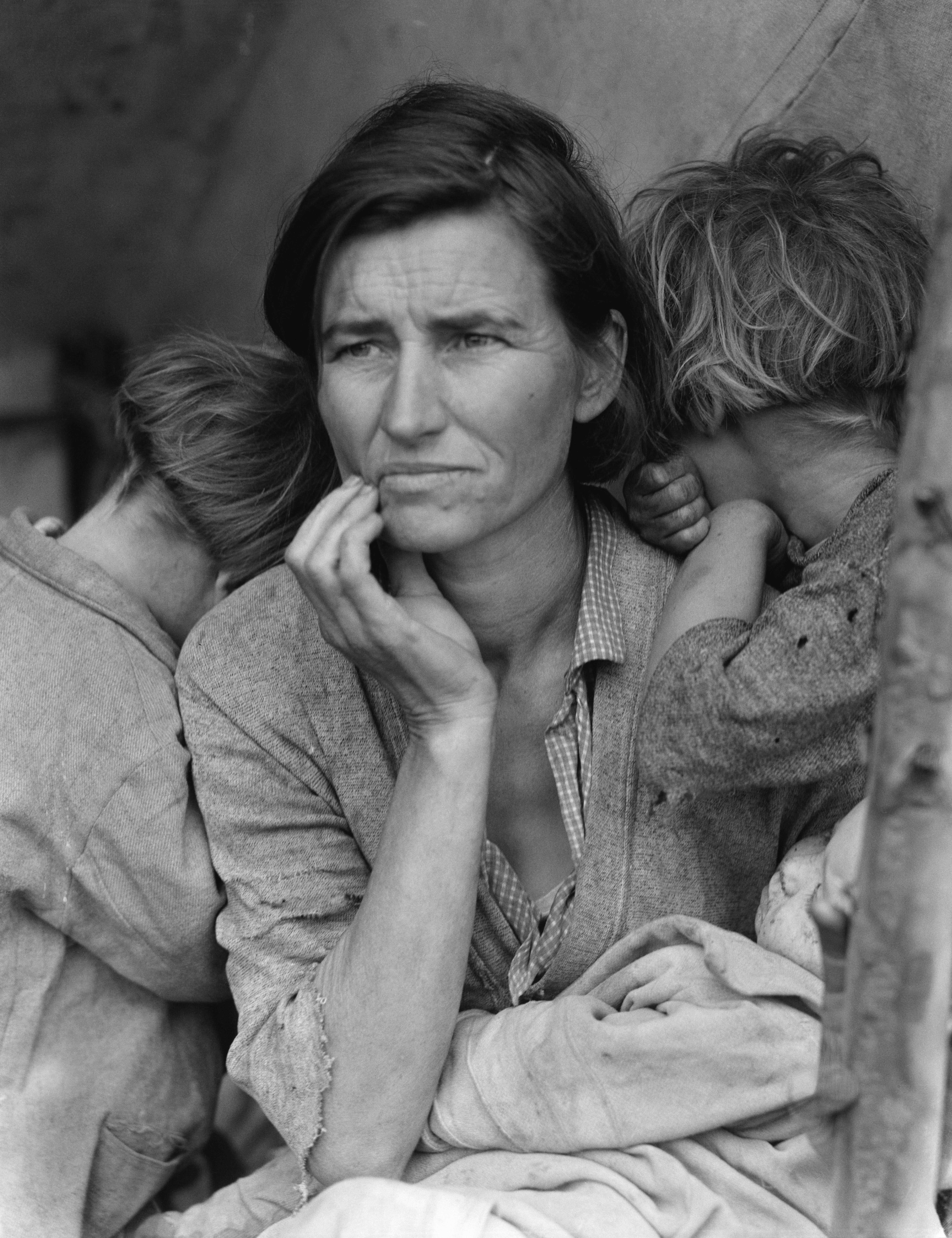
Langes Fotografie Migrant Mother

Die Entstehungsgeschichte des wohl berühmtesten Fotos von Dorethea Lange, Migrant Mother, wird unterschiedlich erzählt.
Dorothea Lange 1960:

„Ich sah eine hungrige und hoffnungslose Mutter und näherte mich ihr, wie angezogen durch einen Magneten. Ich erinnere mich nicht mehr, wie ich ihr meine Anwesenheit oder meine Kamera erklärte, aber ich erinnere mich, dass sie mir keine Fragen stellte. Ich machte fünf Belichtungen, näher und näher aus der gleichen Richtung. Ich fragte sie nicht nach ihrem Namen oder nach ihrer Geschichte. Sie erklärte mir, dass ihr Alter 32 Jahre war. Sie sagte, dass sie von erfrorenem Gemüse von den umliegenden Feldern gelebt hätten und von Vögeln, die die Kinder getötet hatten. Sie hatte gerade die Reifen ihres Autos verkauft, um Lebensmittel zu kaufen. Sie saß dort, angelehnt an das Zelt, mit ihren kauernden Kindern um sie herum, und sie schien zu wissen, dass meine Fotos ihr helfen könnten, und so half sie mir. Da war eine Art der Gleichheit in der Sache.“
Florence Owens Thomsons Enkel Roger Spraque:

„Dann fuhr ein glänzendes neues Auto (es war erst zwei Jahre alt) in den Eingang, stoppte etwa zwanzig Yards vor Florence und eine gut gekleidete Frau kam heraus mit einer großen Kamera. Sie begann Florence zu fotografieren. Mit jedem Bild kam die Frau näher. Florence dachte: "Schenke ihr keine Aufmerksamkeit. Die Frau denkt, ich bin originell, und möchte ein Bild von mir machen." Die Frau machte das letzte Bild keine vier Fuß entfernt und sagte dann zu Florence: "Hallo, ich bin Dorothea Lange, ich arbeite für die Farm Security Administration und dokumentiere die Notlage der Wanderarbeiter. Die Photos werden nie veröffentlicht, das verspreche ich." Florence sagte: "Okay, wenn Sie denken, dass es hilft". Die Frau drehte sich um, ging weg, stieg in ihr Auto ein und war weg.“
Am Tag darauf war das Foto in der San Francisco News auf der Titelseite zu sehen. Ein paar Tage später erreichten Lebensmittellieferungen das Lager. Um den Betroffenen zu helfen, erschien es Dorothea Lange berechtigt, ein Versprechen zu brechen.
Später beklagte sich Florence Thompson, dass Dorothea Lange mit ihrem Foto wohlhabend und berühmt geworden sei, während sich ihre Situation nicht geändert habe.
Zwei Jahre nach der Entstehung der Aufnahme retuschierte Dorothea Lange den Daumen unten rechts im Negativ. Langes Vorgesetzte waren darüber äußerst verärgert, weil es den dokumentarischen Charakter des Fotos beschädigte. Auch wenn die Änderung nur marginal war, verstieß Lange damit gegen ihr unten zitiertes Credo und überschritt die Grenze von der dokumentarischen zur Kunstfotografie.
1998 brachte die Versteigerung eines zeitgenössischen Abzugs von Migrant Mother fast eine Viertelmillion Dollar ein. Heute hängt der 35 mal 27 Zentimeter große Print im J. Paul Getty Museum in Malibu.

### Veröffentlichungen in Buchform
(meist postum)
- mit Paul Schuster Taylor: An American Exodus: A Record of Human Erosion. Reynal and Hitchcock, New York 1939; Revised edition, Yale University Press, New Haven 1969; Reprint: Arno Press, New York 1975, ISBN 2-85893-513-0.
- Dorothea Lange Looks at the American Country Woman. Amon Carter Museum, Fort Worth 1973, ISBN 0-378-08012-1.
- mit Margaretta K. Mitchell: To a Cabin. Grossman, New York 1973, ISBN 0-670-71627-8.
- Dorothea Lange: Farm Security Administration Photographs, 1935–1939. The Text-Fiche Press, Glencoe, IL 1980, ISBN 0-89969-001-7.
- Dorothea Lange. In: The Aperture history of photography series. Aperture, Millerton, New York 1981, ISBN 0-89381-078-9.
- Dorothea Lange: Photographs of a Lifetime. Aperture, New York 1982, ISBN 0-89381-835-6.
- Dorothea Lange, Text by Jan Arrow. Macdonald, London 1985, ISBN 0-356-10853-8.
- Dorothea Lange (Masters of Photography Series). Aperture, New York 1987, ISBN 0-89381-282-X.
- The Photographs of Dorothea Lange. Hallmark Cards in association with H.N. Abrams, Kansas City, MO 1995, ISBN 0-8109-6315-9.
- Dorothea Lange’s Ireland, Text by Gerry Mullins, essay by Daniel Dixon. Elliot & Clark, Washington, D. C. 1996, ISBN 1-880216-35-3
- The Human Face. NBC Editions, Paris 1998, ISBN 88-7032-584-9.
- Restless Spirit: The Life and Work of Dorothea Lange. Penguin Books Australia Ltd, 2001, ISBN 0-14-230024-1.
- Impounded: Dorothea Lange And the Censored Images of Japanese American Internment. W. W. Norton & Company, 2006, ISBN 0-393-06073-X.

## Rezeption
Peter Gabriel wurde bei seinem Liedtext zu dem Lied Don’t Give Up, das er zusammen mit Kate Bush sang von den Fotografien von Dorothea Lange aus der Zeit der Weltwirtschaftskrise zum Ende der 1920er und im Verlauf der 1930er inspiriert, wie dem Bild Migrant Mother, die die verarmten Amerikaner in dem Dust Bowl (=Staubschüssel) genannten Gebiet in dieser Zeit zeigten. Gabriel sah Langes Bilder in einem Buch mit dem Titel In This Proud Land aus dem Jahr 1973.
Er war der Meinung, dass ein darauf basierendes Lied zu den schwierigen wirtschaftlichen Bedingungen in England unter der Premierministerin Margaret Thatcher passen würde. Er schrieb einen Liedtext über einen Mann, dessen Arbeitslosigkeit Stress in seiner häuslichen Beziehung verursacht. Die von Gabriel gesungenen Strophen beschreiben die Gefühle von Isolation, Einsamkeit und Verzweiflung des Mannes; die von Bush gesungenen Refrains bieten Worte der Hoffnung und Ermutigung.

## Zitate
- „Es ist ebenso wenig ein Zufall, dass der Fotograf Fotograf wird, wie es ein Zufall ist, daß ein Löwenbändiger Löwenbändiger wird.“
- „Die Kamera ist ein Instrument, welches Menschen lehrt, ohne Kamera zu sehen.“ In: Los Angeles Times 13. August 1978.
- „Gegenstand ist nicht die gute Fotografie, die Wirkung der Fotografie ist der Gegenstand.“
- „Du darfst niemandem etwas wegnehmen, weder die Persönlichkeit noch die Würde noch die Integrität.“
- „Für mich ist Dokumentarfotografie weniger eine Sache des Gegenstandes als eine der Herangehensweise.
Entscheidend ist nicht, was fotografiert wird, sondern wie.
Meine eigene Herangehensweise gründet sich auf drei Überlegungen.
Erstens: Hände weg! Alles, was ich fotografiere, verändere oder arrangiere ich in keiner Weise.
Zweitens: ein Gefühl für den Ort. Alles, was ich fotografiere, versuche ich als Teil seines Umfeldes abzubilden, dort wo es verwurzelt ist.
Drittens: ein Gefühl für die Zeit. Alles was ich fotografiere, versuche ich so zu zeigen, daß seine Stellung in der Vergangenheit oder Gegenwart sichtbar wird.
Aber über diese Dinge hinaus habe ich nur eines im Kopf – ein Zitat, das an die Tür meiner Dunkelkammer geheftet ist: Die Betrachtung der Dinge, so wie sie sind, ohne Ersatz oder Betrug, ohne Irrtum oder Unklarheit, ist eine edlere Sache als eine Fülle von Erfindungen.“

## Literatur und Dokumentarfilm

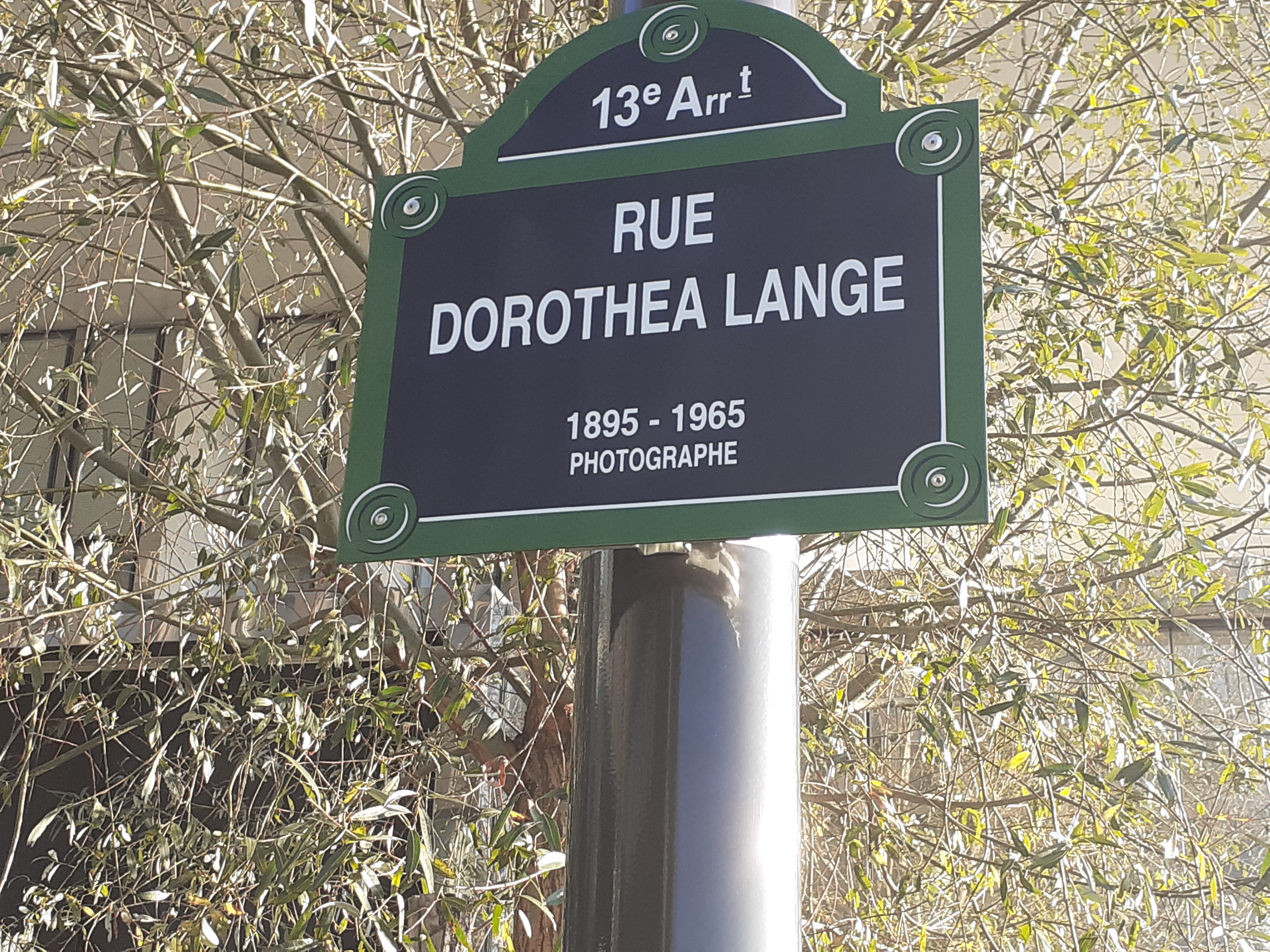
Rue Dorothea Lange, Paris